# کاترین گورینگ اکارت
کاترین گورینگ اکارت (آلمانی: Katrin Göring-Eckardt؛ زادهٔ ۳ مهٔ ۱۹۶۶) سیاست‌مدار اهل آلمان است. او رئیس فراکسیون حزب اتحاد ۹۰/سبزها در بوندستاگ است.